# Strongylosoma ocellatum
Strongylosoma ocellatum är en mångfotingart som beskrevs av Pocock 1895. Strongylosoma ocellatum ingår i släktet Strongylosoma och familjen orangeridubbelfotingar. Inga underarter finns listade i Catalogue of Life.